# Bitplane

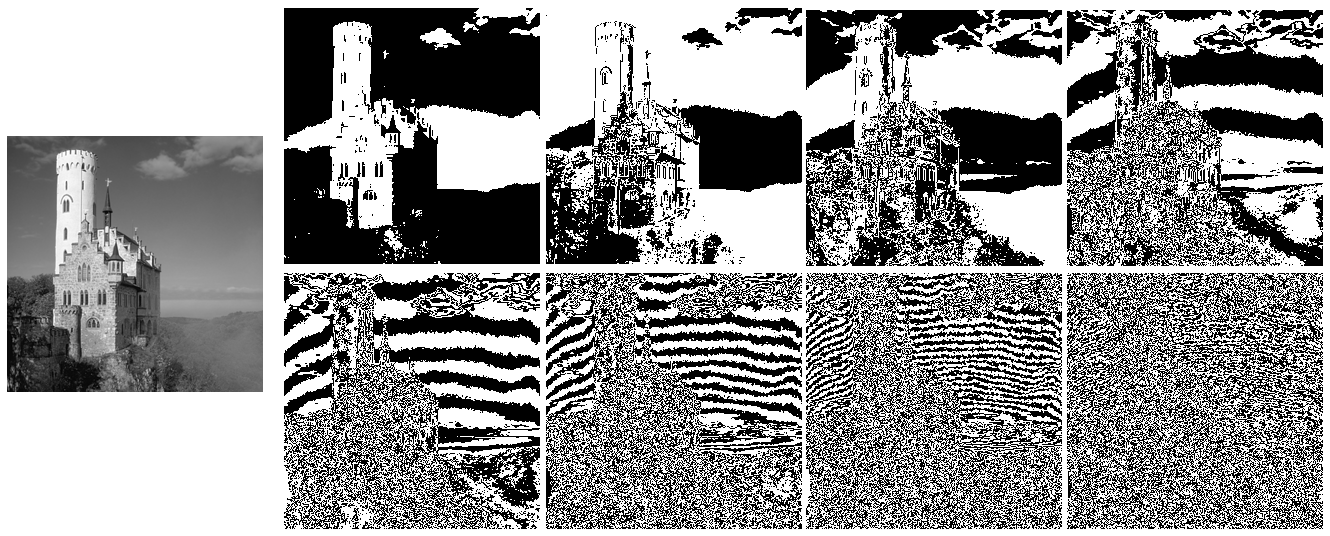
Gli otto bit plane (a destra) di un'immagine in scala di grigi (a sinistra). Sono otto perché l'immagine originale usa otto bit per codificare ciascun pixel.

Il bitplane, bit plane o bit-plane di un segnale discreto digitale (per esempio un segnale che rappresenta un'immagine o un suono) è un insieme di bit corrispondenti a una specificata posizione di un bit in ciascuno dei numeri binari che rappresentano il segnale.
Ad esempio, per la rappresentazione di dati a 16 bit si usano 16 bitplane: il primo bit contiene l'insieme dei bit più significativi e il sedicesimo quelli meno significativi.
Si può notare che il primo bitplane fornisce riguardo ai valori di un medium i valori più critici per l'approssimazione, anche se sono i più grezzi. Aggiungendo bitplane si ottiene un'approssimazione migliore, ma maggiore è il numero di bitplane e minore è il contributo di ciascun bit aggiuntivo al risultato finale.
Se un bit del n-esimo bitplane di un insieme di dati con {\displaystyle m} bit vale 1, esso contribuisce per un valore pari a {\textstyle 2\exp(m-n)}, altrimenti non contribuisce affatto. Pertanto i bitplane possono fornire metà dei valori del precedente bitplane.
Per esempio, nel valore a 8 bit 10110101 (ovvero 181 in decimale) i bitplane funzionano come segue:
| Bitplane | Valore | Contributo                  | Totale parziale |
| -------- | ------ | --------------------------- | --------------- |
| Primo    | 1      | {\displaystyle 1*2^{7}=128} | 128             |
| Secondo  | 0      | {\displaystyle 0*2^{6}=0}   | 128             |
| Terzo    | 1      | {\displaystyle 1*2^{5}=32}  | 160             |
| Quarto   | 1      | {\displaystyle 1*2^{4}=16}  | 176             |
| Quinto   | 0      | {\displaystyle 0*2^{3}=0}   | 176             |
| Sesto    | 1      | {\displaystyle 1*2^{2}=4}   | 180             |
| Settimo  | 0      | {\displaystyle 0*2^{1}=0}   | 180             |
| Ottavo   | 1      | {\displaystyle 1*2^{0}=1}   | 181             |

Il termine bitplane è talvolta usato come un sinonimo di bitmap. Tuttavia, da un punto di vista tecnico, bitplane fa riferimento alla posizione dei dati in memoria, mentre bitmap si riferisce ai dati stessi. 
Un aspetto interessante nell'uso dei bitplane è determinare se rappresentano del rumore casuale oppure un'informazione significativa. Un metodo per determinarlo è confrontare ciascun pixel {\displaystyle (X,Y)} con tre pixel adiacenti sul piano, ovvero {\displaystyle (X-1,Y)}, {\displaystyle (X,Y-1)} e {\displaystyle (X-1,Y-1)}. Se il pixel ha un valore identico in almeno due dei tre pixel adiacenti allora non rappresenta rumore. Un bitplane è considerato "rumoroso" se ha una percentuale compresa tra il 49% e il 51% dei pixel rappresentanti rumore.

## Applicazioni

### Formati di file multimediali
Per esempio nella codifica di suoni in formato PCM il primo bit del campione indica il segno della funzione, ovvero metà dell'intera gamma di valori di ampiezza, mentre l'ultimo bit definisce il valore preciso. Cambiare i bit più significativi introduce una maggiore distorsione rispetto al cambiamento di quelli meno significativi. 

### Grafica bitmap
Molti personal computer del passato, in particolare si ricordano Commodore Amiga e Atari ST, utilizzavano il formato bitplane per rappresentare la grafica sui monitor, a differenza del più comune formato a pacchetto. Questo permetteva di eseguire manipolazioni di immagini usando operazioni sui bit tramite hardware dedicato (in particolare un chip blitter) e effetti quali il parallax scrolling.

### Stima del movimento video
Alcuni algoritmi di valutazione del movimento nei video possono essere ottenuti usando i bitplane dopo l'applicazione di un filtro che trasforma le caratteristiche salienti dei contorni in valori binari. Il vantaggio è che si possono ottenere buone approssimazioni nelle operazioni di correlazione con costi minimi in termini di calcoli necessari. Per esempio le convoluzioni possono essere ridotte a combinazioni di operazioni di shift e manipolazioni di singoli bit, facilmente gestibili dall'hardware dei microprocessori.

### Programmi
Molte librerie software di elaborazione grafica possono suddividere un'immagine in bitplane. Per esempio strumenti quali Palmarith di Netpbm e Convert di ImageMagick possono essere usate per generare bitplane.